# Didymodon mamillosus
Didymodon mamillosus är en bladmossart som beskrevs av M. O. Hill 1981 [1982. Didymodon mamillosus ingår i släktet lansmossor, och familjen Pottiaceae. Inga underarter finns listade i Catalogue of Life.